# Camilo Pessanha
Camilo de Almeida Pessanha (Coimbra, 7 de setembro de 1867 – Macau, 1 de março de 1926) foi um poeta português.
É considerado o expoente máximo do simbolismo em língua portuguesa, além de antecipador do princípio modernista da fragmentação. A sua obra influenciou escritores como Mário de Sá-Carneiro, Fernando Pessoa, Wenceslau de Moraes, Sophia de Mello Breyner Andresen e Eugénio de Andrade.[carece de fontes?]

## Vida
Nasceu como filho ilegítimo de Francisco António de Almeida Pessanha, um aristocrata estudante de Direito, e de Maria Espírito Santo Duarte Nunes Pereira, sua empregada, em 7 de setembro de 1867, às 11h00, na Sé Nova, Coimbra, Portugal. O casal teria mais quatro filhos.
Tirou o curso de Direito em Coimbra. Procurador Régio em Mirandela (1892), advogado em Óbidos, em 1894, transfere-se para Macau, onde, durante três anos, foi professor de Filosofia Elementar no Liceu de Macau, deixando de lecionar por ter sido nomeado, em 1900, conservador do registo predial em Macau e depois juiz de comarca. Entre 1894 e 1915, voltou a Portugal algumas vezes, para tratamentos de saúde, tendo, numa delas, sido apresentado a Fernando Pessoa, que era, como Mário de Sá-Carneiro, apreciador da sua poesia.
Foi iniciado na Maçonaria em 1910, na Loja Luís de Camões, em Macau, com o nome simbólico de Angélico.

Só, incessante, um som de flauta chora,

Viúva, grácil, na escuridão tranquila,

– Perdida voz que de entre as mais se exila,

– Festões de som dissimulando a hora

Na orgia, ao longe, que em clarões cintila

E os lábios, branca, do carmim desflora...

Só, incessante, um som de flauta chora,

Viúva, grácil, na escuridão tranquila.

E a orquestra? E os beijos? Tudo a noite, fora,

Cauta, detém. Só modulada trila

A flauta flébil... Quem há-de remi-la?

Quem sabe a dor que sem razão deplora?

Só, incessante, um som de flauta chora...

Camilo Pessanha (Clepsidra)
A 8 de março de 1919, foi agraciado com o grau de Comendador da Ordem Militar de Sant'Iago da Espada.
Publicou poemas em várias revistas e jornais, mas seu único livro, Clepsidra (1920), foi publicado sem a sua participação (pois se encontrava em Macau) por Ana de Castro Osório, a partir de autógrafos e recortes de jornais. Graças a essa iniciativa, os versos de Pessanha se salvaram do esquecimento. Posteriormente, o filho de Ana de Castro Osório, João de Castro Osório, ampliou a Clepsidra original, acrescentando-lhe poemas que foram encontrados. Essas edições foram publicadas em 1945, 1954 e 1969.
Na área da imprensa, encontra-se colaboração da sua autoria nas revistas Ave Azul (1899-1900), Atlantida (1915-1920) e Contemporânea [1915]-1926 e, postumamente, na revista Prisma (1936-1941).
Morreu a 1 de março de 1926, em Macau, devido ao uso excessivo de ópio e a tuberculose pulmonar. A sua campa encontra-se no Cemitério São Miguel de Arcanjo, em Macau.
Em 1949, a Câmara Municipal de Lisboa homenageou o poeta dando o nome dele a uma rua junto à Avenida da Igreja, em Alvalade.

### Toxicodependência
No seu livro Memórias de um Ex-Morfinómano (1933), o jornalista Reinaldo Ferreira ("Repórter X") relata o caso de Camilo Pessanha, sob as iniciais C.P. Durante uma estadia em Paris, Pessanha experimentou o ópio e ficou viciado. Nessa cidade nunca teve dificuldade em obter a droga, mas uma vez regressado a Portugal, onde o ópio era muito difícil de obter, sofreu os horrores do síndrome de abstinência. Como o ópio em Paris era caro, a solução foi ir viver para Macau, onde a droga era barata, podendo obtê-la sem qualquer problema, pois era consumida por muitos dos habitantes da cidade.

## Obra e características estéticas
Além das características simbolistas que sua obra assume, já bem conhecidas, antecipa alguns princípios de tendências modernistas.
Buscou em Charles Baudelaire, proto-simbolista francês, o termo “Clepsidra”, que elegeu como título do seu único livro de poemas, praticando uma poética da sugestão como proposta por Mallarmé, evitando nomear um objeto direta e imediatamente.
Por outro lado, segundo o investigador da Universidade do Porto Luís Adriano Carlos, o seu chamado "metaforismo" entraria no mesmo rol estético do imagismo, do interseccionismo e do surrealismo, buscando as relações analógicas entre significante e significado por intermédio da clivagem dinâmica dos dois planos.
Junto de sua fragmentação sintática, que, segundo a investigadora da Universidade do Minho Maria do Carmo Pinheiro Mendes, substitui um mundo ordenado segundo leis universalmente reconhecidas por um mundo fundado sobre a ambiguidade, a transitoriedade e a fragmentação, podemos encontrar na obra de Camilo Pessanha, de acordo com os dois autores citados, duas características que costumam ser mais relacionadas à poesia moderna que ao Simbolismo mais convencional.